# Nouveau Parti démocratique de l'Alberta
Le Nouveau Parti démocratique de l'Alberta ou NPD (Alberta New Democratic Party ou NDP) est un parti politique de la province canadienne de l'Alberta. 
Le parti a été fondé en 1932 comme branche albertaine de la Fédération du commonwealth coopératif (CCF). De tendance social-démocrate, il est affilié au NPD fédéral.
Minoritaire au sein d'une Assemblée législative de l'Alberta largement dominée par le Parti Crédit social puis les progressistes-conservateurs, le NPD réussit une percée lors des élections de 1986 et 1989 en devenant l'opposition officielle. Dans les scrutins qui suivent, le parti ne remporte qu'entre zéro et quatre sièges, jusqu'aux élections de 2015 où, sous la conduite de Rachel Notley, le NPD devient, pour la première fois, le gouvernement. Le gouvernement néo-démocrate a été défait aux élections suivantes par le Parti conservateur uni de Jason Kenney, un ancien ministre conservateur fédéral. 

## Les années 1960-1970
La branche albertaine du NPD fut fondée en 1962 sous la direction de Neil Reimer. Le Parti n'a pas obtenu de siège avant 1971, lorsque Grant Notley devient le chef des Néo-Démocrates (10 % des voix).
L'impopularité des Libéraux provinciaux due au lien avec les Libéraux fédéraux de Trudeau et la débandade du parti du Crédit Social mit le Parti Néo-Démocrate sur l'avant-scène de l'opposition. Le parti devint l'Opposition officielle en 1982 avec uniquement deux sièges (18,75 % des voix) à l'Assemblée législative

## Les années 1980
Le Parti était sur une popularité grandissante, cependant leur chef, Grant Notley décéda lors d'un accident d'avion en 1984. 
En 1986 lors des élections provinciales avec leur nouveau leader, Ray Martin, Les Néo-Démocrates remportèrent 30 % des voix ainsi que 16 sièges à l'Assemblée législative. Ce fut l'apogée du parti.

## Déclin
Avec le départ de Pierre Trudeau de la scène politique, le Parti libéral de l'Alberta reprit de la popularité. Les Néo-Démocrates n'ont pu remporter plus de siège en 1989 et les Libéraux ont obtenu 28 % des voix contre 26 %.
Le Parti libéral de l'Alberta devenait le nouveau concurrent des Conservateurs. En 1993, le vote Néo-Démocrate tomba à 11 % : ce qui enleva tous les sièges législatifs au parti.
Le Nouveau Parti démocratique a remporté, lors des deux élections suivantes, deux sièges en 1997 et 2001. Mais il n'a pas été capable de franchir la barrière des 10 % des voix, ou de redevenir l'Opposition officielle.

## Développements récents
Le chef du NPD depuis 2004 est Brian Mason, un ancien conseiller municipal. Il a été élu en septembre de cette année, en remplacement de Raj Pannu, qui a démissionné de son poste. Tous les dirigeants Néo-Démocrates depuis Grant Notley ont représenté des circonscriptions de la ville d'Edmonton
Lors de l'élection générale de 2004, le Nouveau Parti démocratique de l'Alberta a doublé sa présence à l'Assemblée. Ils passaient maintenant de deux à quatre sièges (10 % des voix), tous dans des circonscriptions d'Edmonton. 
Lors de l'élection générale anticipée de 2015, le parti, emmené par Rachel Notley, remporte le scrutin et met fin à 43 ans de gouvernement progressiste-conservateur.

## Chefs du parti
- Chester A. Ronning  (1940–1942)
- Elmer Roper (1942–1955)
- Neil Reimer (1962–1968)
- Grant Notley (1968–1984)
- Ray Martin (1984–1994)
- Ross Harvey (1994–1996)
- Pam Barrett (1996–2000)
- Raj Pannu (2000–2004)
- Brian Mason (2004-2014)
- Rachel Notley (2014-2024)
- Naheed Nenshi (depuis 2024)